# Hôtel de Chazelles
L'Hôtel de Chazelles-Lansard est un édifice civil de la ville de Nîmes, dans le département du Gard et la région Languedoc-Roussillon. Il est inscrit monument historique depuis 1963.

## Localisation
L'édifice est situé 6, place de la Salamandre.

## Historique
- 1620 : projet de construction de l'Hôtel de Lansard.
- XVIIe : construction de l'Hôtel pour la famille de Chazelles.
- Hôtel particulier de Augustin de Chazelles alors Président du Conseil supérieur à Nîmes de 1808 a 1810.
- Aujourd'hui : magasin de l'enseigne Monoprix.

## Architecture
L'hôtel de Chazel (nom d'origine de la famille de Chazelles) est construit de 1619 à 1630. Les travaux furent interrompus par la mort de l'architecte Jean Chirac et achevés six années plus tard, en 1636. D'une grande façade décorée, les fenêtres hautes aux frontons sont alternativement surmontées de frontons triangulaires ou de frontons courbes qui sont entourées de feuilles d'acanthe. Un grand portail central avec bossages ornés avec un fronton à tabernacle. Sur la façade latérale, se trouve un autre portail à fronton avec métopes et quadriglyphes. La porte centrale est entourée d'un bossage vermiculé en haut et sur les côtés.